# Martin Krautheimer
Martin Krautheimer (* 1790 in Mainz; † 20. Juni 1869 ebenda) war ein deutscher römisch-katholischer Geistlicher, Theologe und Hochschullehrer.

## Leben
Über das Leben dieses Mannes ist wenig festgehalten. Er war nach dem Studium zunächst als Professor der Dogmatik am Priesterseminar Mainz tätig. In dieser Zeit war er Mitglied des Mainzer Kreises. Später war er als Pfarrer in diversen Orten der Diözese Mainz tätig, so unter anderem in Nierstein und von 1837 bis 1847 in Bad Kreuznach-Planig.

## Werke
- Vollständige Erklärung des Katechismus von Pater Canisius mit besonderer Rücksichtnahme auf den Mainzer Katechismus, 1829.
- Gründliche Unterweisung in der katholischen Religion nach dem Plane des ehrwürdigen Petrus Canisius mit Rücksicht auf die übrigen Diöcesankatechismen Deutschlands, 3 Bände, Kirchheim, Schott & Thielmann, Mainz, 3. Auflage 1842–1843.
- Homilien über die Evangelien an den Sonn- und Festtagen des Herrn. Kirchheim, Schott & Thielmann, Mainz 1843.